# Aethopyga eximia
Aethopyga eximia là một loài chim trong họ Nectariniidae.